# Desigualdade de Aristarco
A Desigualdade de Aristarco é uma lei da trigonometria que afirma que se α e β são ângulos agudos (ou seja, entre 0 e um ângulo reto) e "β  <  α" então
{\displaystyle {\frac {\sin \alpha }{\sin \beta }}<{\frac {\alpha }{\beta }}<{\frac {\tan \alpha }{\tan \beta }}.}
Essa lei leva esse nome em homenagem ao matemático grego Aristarco de Samos, que fez tal afirmação.
Ptolomeu usou a primeira dessas desigualdades ao construir sua tabela de acordes.

## Prova
A prova matemática dessa lei é consequência das desigualdades mais conhecidas , e {\displaystyle 0<\sin(\alpha )<\alpha <\tan(\alpha )}, {\displaystyle 0<\sin(\beta )<\sin(\alpha )<1} and {\displaystyle 1>\cos(\beta )>\cos(\alpha )>0}.
Prova da primeira desigualdade
Usando essas desigualdades, podemos primeiro provar que
{\displaystyle {\frac {\sin(\alpha )}{\sin(\beta )}}<{\frac {\alpha }{\beta }}.}
Notamos primeiro que a desigualdade é equivalente a
{\displaystyle {\frac {\sin(\alpha )}{\alpha }}<{\frac {\sin(\beta )}{\beta }}}
que pode ser reescrito como
{\displaystyle {\frac {\sin(\alpha )-\sin(\beta )}{\alpha -\beta }}<{\frac {\sin(\beta )}{\beta }}.}
Agora queremos mostrar isso
{\displaystyle {\frac {\sin(\alpha )-\sin(\beta )}{\alpha -\beta }}<\cos(\beta )<{\frac {\sin(\beta )}{\beta }}.}
A segunda desigualdade é simplesmente {\displaystyle \beta <\tan \beta }. O primeiro é verdadeiro porque
{\displaystyle {\frac {\sin(\alpha )-\sin(\beta )}{\alpha -\beta }}={\frac {2\cdot \sin \left({\frac {\alpha -\beta }{2}}\right)\cos \left({\frac {\alpha +\beta }{2}}\right)}{\alpha -\beta }}<{\frac {2\cdot \left({\frac {\alpha -\beta }{2}}\right)\cdot \cos(\beta )}{\alpha -\beta }}=\cos(\beta ).}
Prova da segunda desigualdade
Agora queremos mostrar a segunda desigualdade, ou seja, que:
{\displaystyle {\frac {\alpha }{\beta }}<{\frac {\tan(\alpha )}{\tan(\beta )}}.}
Notamos primeiro que, devido às desigualdades iniciais, temos que:
{\displaystyle \beta <\tan(\beta )={\frac {\sin(\beta )}{\cos(\beta )}}<{\frac {\sin(\beta )}{\cos(\alpha )}}}
Consequentemente, usando aquele {\displaystyle 0<\alpha -\beta <\alpha } na equação anterior (substituindo {\displaystyle \beta } por {\displaystyle \alpha -\beta <\alpha }) obtemos:
{\displaystyle {\alpha -\beta }<{\frac {\sin(\alpha -\beta )}{\cos(\alpha )}}=\tan(\alpha )\cos(\beta )-\sin(\beta ).}
Concluimos que
{\displaystyle {\frac {\alpha }{\beta }}={\frac {\alpha -\beta }{\beta }}+1<{\frac {\tan(\alpha )\cos(\beta )-\sin(\beta )}{\sin(\beta )}}+1={\frac {\tan(\alpha )}{\tan(\beta )}}.}